# Acanthurus albipectoralis
Acanthurus albipectoralis  (лат.) — вид морских лучепёрых рыб из семейства хирурговых. Максимальная длина тела 33 см. Окраска тела варьируется от светло-голубовато-серой до тёмно-коричневой, без синих линий. Внешняя часть грудных плавников белого цвета, граница изогнута таким образом, что бледная область наиболее широка в центральной части плавника.. Питается в основном мелкими планктонными беспозвоночными. Это бентопелагический вид. Обитает на склонах внешних рифов, обращенных к морю. Перемещаются поодиночке, но чаще небольшими группами. Этот вид распространен в тропических водах западной и центральной части Тихого океана. Встречается в Австралии, Фиджи, Новой Каледонии, Самоа, Тонге, Вануату, Вьетнаме, Уоллисе и Футуне.

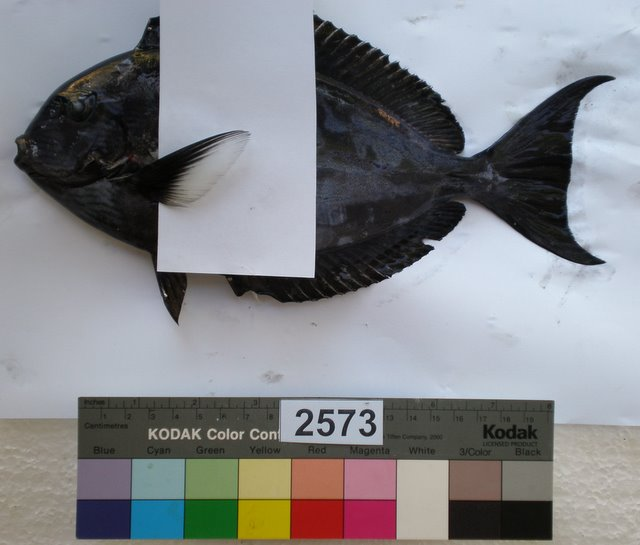
Acanthurus albipectoralis (бумага показывает белый край грудного плавника)